# Cynthia Bendlin
Cynthia Bendlin är en människorättsaktivist från Paraguay som arbetar för att bekämpa människohandel.
Bendlin arbetade sen 2006 genom organisationen International Organization of Migration för att bekämpa människohandel av främst kvinnor och barn, något som sker i gränsområdet mellan länderna Brasilien, Argentina och Paraguay av den kriminella maffian i området. Genom organisationen kunde de människor som blivit utsatta för människohandel erbjudas stöd i form av vård, psykolog, advokathjälp och stöd att få arbete något som genererade hot mot Bendlin och hennes medarbetare.
Bendlin tilldelades 2008 International Women of Courage Award för sitt arbete. 